# Chapelle d'Albart
La chapelle d'Albart est située à Saint-Illide dans le Cantal, en France.

## Histoire
Cette chapelle est celle d'un hospice fondé par Pierre Bos-Darnis, ancien dirigeant du Moniteur universel. Elle est construite de 1875 à 1887 par l'architecte Aigueparse, sur les plans d'Auguste et Lucien Magne.
Elle est inscrite monument historique depuis 2013.